# Ochrodion sexmaculatum
Ochrodion sexmaculatum là một loài bọ cánh cứng trong họ Cerambycidae.